# Hypocrea andinensis
Hypocrea andinensis är en svampart som beskrevs av Samuels & Petrini 1998. Hypocrea andinensis ingår i släktet svampdynor och familjen Hypocreaceae.   Inga underarter finns listade i Catalogue of Life.